# Andy Hughes
Andrew John Hughes, plutôt appelé Andy Hughes, est un ancien footballeur anglais né le 2 janvier 1978 à Stockport (1,80 m). Il jouait comme milieu. Hughes est un joueur très polyvalent qui peut très bien jouer sur les côtés au milieu ou en arrière, comme milieu central et qui joue bien quand il va à l'avant. Avec la promotion en 2e division de Leeds, pour la saison 2010-2011, les dirigeants du club lui offre une prolongation de son contrat, qui se terminait.
Le 21 janvier 2011, il signe un contrat de 18 mois avec option avec le club de Scunthorpe United et, l'été suivant, est recruté sans indemnité de transfert par Charlton Athletic.

## Carrière
- 1995-mars 1998 : Oldham Athletic AFC  Angleterre (40 matchs et 1 but)
  - jan. 1998-mars 2001 : Notts County  Angleterre (prêt)
- mars 1998-2001 : Notts County  Angleterre
- 2001-2005 : Reading FC  Angleterre (183 matchs et 18 buts)
- 2005-2007 : Norwich City FC  Angleterre (79 matchs et 2 buts)
- 2007-jan. 2011 : Leeds United  Angleterre (141 matchs et 1 but)
- jan.-mai 2011 : Scunthorpe United  Angleterre
- 2011-2014 : Charlton Athletic  Angleterre[3]

## Distinction personnelle
- 2008-2009 :
  - Prix de la meilleure contribution à la communauté de l'année de Leeds United.

## Palmarès
Charlton Athletic
- Championnat d'Angleterre D3
  - Champion : 2012